# Saint-Gilles-les-Bois
Saint-Gilles-les-Bois (bretonisch: Sant-Jili-ar-C’hoad) ist eine französische Gemeinde mit 389 Einwohnern (Stand 1. Januar 2022) im Département Côtes-d’Armor in der Region Bretagne. Sie gehört zum Arrondissement Guingamp und zum Kanton Plouha. Die Bewohner nennen sich Saint Gillois(es).

## Geografie
Saint-Gilles-les-Bois liegt rund 12 km (Luftlinie) nördlich von Guingamp im zentralen Norden der Bretagne. Teilweise bilden Bäche die natürlichen Gemeindegrenzen.

## Geschichte
Im Jahr 1325 wurde der Ort in der lateinischen Form Sancti Aegidi de Pommerit Vicecomitis erstmals namentlich erwähnt. Bis zur Französischen Revolution verwalteten verschiedene Adelsgeschlechter das Gebiet der heutigen Gemeinde. Von 1793 bis 1801 war Saint-Gilles-les-Bois ein Teil des Distrikts Pontrieux. Saint-Gilles-les-Bois ist zudem seit 1801 Teil des Arrondissements Guingamp. In der Zeit nach der Französischen Revolution trug die Gemeinde zeitweise den Namen Bellevue. Im Jahr 1833 wurde der Weiler Kerionou an die Gemeinde Trévérec abgetreten.

## Bevölkerungsentwicklung
| Jahr                       | 1962 | 1968 | 1975 | 1982 | 1990 | 1999 | 2006 | 2019 |
| Einwohner                  | 550  | 512  | 471  | 451  | 421  | 401  | 408  | 408  |
| Quellen: Cassini und INSEE |      |      |      |      |      |      |      |      |

## Sehenswürdigkeiten
- Herrenhaus Manoir de La Villeneuve (auch Manoir du Traumeu) in Kernevez aus dem Jahr 1620
- Kirche Saint-Gilles'(Chor 14., hauptsächlich 17., Kirchenschiff und Seitenkapelle mit Taufbecken 18. Jahrhundert); seit 1925 teilweise monument historique
- Kapelle Sainte-Anne aus dem Jahr 1880
- Häusergruppe von drei Häusern mit einem gemeinsamen Langdach (18. und 19. Jahrhundert)
- mehrere weitere Häuser und ein Bauernhof in Gueven aus dem 18. und 19. Jahrhundert
- Mühle Moulin de Brestic am Bach Ruisseau de Goaz Mab

Quelle: